# Pilocrocis polyphemalis
Pilocrocis polyphemalis là một loài bướm đêm trong họ Crambidae.